# Giorgio Ciprio (geografo)
Giorgio Ciprio, anche conosciuto come Giorgio di Cipro, (in greco antico: Γεώργιος Κύπριος?, Geṓrgios Kýprios; in latino Georgius Cyprius; Lapithos, ... – ...; fl. VII secolo) è stato un geografo bizantino degli inizi del VII secolo.

## Biografia
Non si sa molto sulla sua della vita, salvo che nacque a Lapithos, nell'isola di Cipro. È conosciuto per la sua Descriptio Orbis Romani ( "Descrizione del mondo romano"), redatta nel decennio 600-610 d.C.. Scritta in greco, elenca le città, villaggi, fortezze e divisioni amministrative dell'Impero Romano d'Oriente. L'elenco inizia con l'Italia e si muove in senso antiorario lungo il Mediterraneo, l'Africa, l'Egitto e l'Oriente. La lista sopravvissuta è evidentemente incompleta, come suggerito dall'assenza dei Balcani. La Descriptio sopravvisse solo in una raccolta, probabilmente del IX secolo, insieme ad altre opere, come la Notitia Episcopatuum. È possibile che il compilatore, probabilmente l'armeno Basilio di Ialimbana, abbia alterato in parte il testo originale.

## Opere
- (EL, LT) Giorgio Ciprio, Georgii Cyprii Descriptio orbis romani, a cura di Heinrich Gelzer, Lipsia, B. G. Teubneri, 1890.